# Editrice La Stampa
Editrice La Stampa S.p.A. è stata una casa editrice italiana parte del gruppo Fiat Chrysler Automobiles. Fino al 31 dicembre 2014 ha pubblicato il principale quotidiano torinese, La Stampa. 
L'ultimo presidente, eletto il 13 marzo 2008, è stato John Elkann.
Oltre al quotidiano, l'editrice ha anche pubblicato vari libri, scritti per la maggior parte da collaboratori del giornale, come Massimo Gramellini e Luciana Littizzetto.

## Storia

### Itedi - Italiana Edizioni
Editrice La Stampa, ha fatto parte del Gruppo Fiat: fino al 2012 è stata controllata da Fiat S.p.A. (dal 2014 Fiat Chrysler Automobiles) tramite la holding Itedi - Italiana Edizioni che ne gestiva le attività nel settore dell'editoria e dell'informazione.
Tramite essa il gruppo controllava la Editrice La Stampa che pubblicava il quotidiano torinese La Stampa. 
Presidente di Itedi era John Elkann, l'amministratore delegato dal 28 luglio 2006 è stato Angelo Sajeva. La società aveva sede a Torino. 
Nel 2012 la società è stata fusa per incorporazione nella sua controllata Editrice La Stampa.

### Italiana Editrice
Il 2 agosto 2014 Editrice La Stampa ha annunciato, in un comunicato congiunto con la Società Edizioni e Pubblicazioni (SEP) di Carlo Perrone, editrice del quotidiano genovese Il Secolo XIX, il progetto di fusione per incorporazione della SEP nella prima, creando così una nuova società denominata Italiana Editrice S.p.A., partecipata da Fiat Chrysler Automobiles per il 77% e dalla famiglia Perrone per il 23%. L'operazione finanziaria ha compreso anche l'integrazione delle sussidiarie pubblicitarie e mass media, come Publikompass (di Ed. La Stampa), Publirama e Radio19 (entrambe di SEP). L'accordo ha avuto efficacia a partire dal 1º gennaio 2015.